# Sugoi
Sugoi is een Canadees merk van sportkleding, dat gespecialiseerd is in fiets-, hardloop- en triatlonkleding. Het werd in 1987 opgericht door het echtpaar David Hollands, een Canadese wielrenner, en Carol Prantner, die afgestudeerd was aan de Kwantlen Polytechnic University van Brits-Columbia met een diploma in Modetechnologie. Ze kozen "Sugoi" als naam voor hun bedrijf, wat Japans is voor "ongelooflijk".
Wat begon als een bedrijfje voor fietsbroeken met één naaister in het huis van Hollands en Prantner, is uitgegroeid tot een internationale onderneming met meer dan 200 personeelsleden. In 2005 werd Sugoi opgekocht door fietsenfabrikant Cannondale, en het jaar daarop stapte Prantner uit het bedrijf. De groep Cannondale/Sugoi werd op haar beurt in februari 2008 opgekocht door Dorel Industries uit Montreal.
Sugoi werd in 2011 kledingsponsor van de Italiaanse wielerploeg Liquigas-Cannondale.